# Идеальное сочетание
«Идеальное сочетание» — американская романтическая комедия 2022 года австралийского режиссёра Стюарта Макдональда, главную роль в которой сыграла Виктория Джастис.

## Сюжет
Фильм рассказывает об амбициозной Лоле Альварес, которая уходит из перспективной компании после кражи её идеи коллегой Одрой. Она решает в одиночку основать компанию по импорту вина, для чего ей нужно найти первого крупного клиента. Самый подходящий кандидат на эту роль — «Вина семьи Вон» — компания, с которой ранее Лола хотела предложить сотрудничать своему боссу, пока коллега не опередила её. Для этого ей нужно отправиться в Австралию, чтобы встретиться с директором «Вина семьи Вон» — Хейзел Вон — и предложить свои услуги.
После встречи Лолы с Хейзел последняя отказывает ей, ссылаясь на недоверие к молодой компании с единственным сотрудником. Но Лола, обнаружив, что на овцеводческой ферме Хейзел не хватает работника, вызывается помочь в обмен на обещание подумать над сотрудничеством. Хейзел соглашается и берёт на работу Лолу, сообщая той, что её руководителем будет Макс, с которым они познакомились на несколько минут раньше, чем с Хейзел. Из-за отсутствия опыта работы на ферме Лола часто попадает в неловкие ситуации, кроме того, она не может найти общий язык с коллегами из-за ошибок: она потратила всю горячую воду в первый же день и вызвала отключение электричества. Коллеги в ответ пугают её игрушечным пауком.
Наконец, спустя несколько дней, Лола сдаётся и просит Макса увезти её в аэропорт. По дороге в город машина Макса ломается, им приходиться вернуться на ферму. В итоге Макс уговаривает Лолу подумать ещё ночь, а затем вдохновляет попробовать ещё раз. Наутро Лола решает остаться. Лола чинит водонагреватель, за что коллеги ей очень благодарны. Она присоединяется к ним на вечерних посиделках у костра, исполнив песню под гитару. Работа на ферме стала приносить удовольствие, и Лоле, наконец, доверяют стричь овец. После рабочего дня Лола замечает, что Макс плавает в бассейне Хейзел. Макс приглашает её присоединиться к нему. Хейзел замечает их вместе, но проходит мимо, улыбнувшись. Позднее Макс и Хейзел играют в бильярд, обсуждая сотрудничество Лолы с «Вина семьи Вон». Из этого же разговора становится ясно, что Хейзел и Макс — родные брат и сестра.
Лола и Макс посещают виноградник семьи Вон, пробуют вино и останавливаются там на ночь. Макс берёт с собой вино, тем самым устроив свидание им двоим. Они открываются друг другу в чувствах. Но на следующее утро Макс признаётся, что он теневой партнёр «Вина семьи Вон», а также родной брат Хейзел. Лола чувствует предательство и решает, что не может доверять Максу. Она возвращается на ферму и обнаруживает Колдера — своего бывшего босса — и бывшую коллегу Одру, подписывающими контракт с Хейзел. Колдер предлагает Лоле вернуться в компанию, на что получает решительный отказ. Одра просит прощения у Лолы за то, что украла идею о сотрудничестве, ссылаясь на давление со стороны Колдера.
В итоге, вернувшаяся в Калифорнию Лола продолжает работу в своей компании, связанной с импортом вина, куда она пригласила работать и Одру. На выставке вин Лола встречает Макса у своего стенда, который сообщает ей, что они расторгли контракт с её бывшим работодателем и желают начать сотрудничать с компанией Лолы. Так же он говорит о своих чувствах, и то, что хочет быть с ней. Они мирятся и летят в Австралию, чтобы посетить свадьбу одной из работниц овцеводческой фермы, где работала Лола — Сэм.

## В ролях
| Актёр              | Роль                        |
| ------------------ | --------------------------- |
| Виктория Джастис   | Лола Альварес               |
| Адам Демос         | Макс Вон                    |
| Саманта Толь       | Хейзел Вон                  |
| Лука Аста Сарделис | Бриз                        |
| Крейг Хорнер       | Колдер (бывший босс Лолы)   |
| Люси Дьюрак        | Одра (бывшая коллега Лолы)  |
| Эмили Хавеа        | Сэм                         |
| Натали Эбот        | Кайли                       |
| Джейден Попик      | Генри                       |
| Антонио Альварес   | Карлос Альварес (отец Лолы) |

## Производство
Фильм был снят по заказу крупнейшей стриминговой платформы Netflix в штате Квинсленд в Австралии, и был спродюсирован кинокомпанией Hoodlum Entertainment в сотрудничестве со студией Screen Australia. Создатели фильма тесно сотрудничали с Агентством по защите животных. Город Голд-Кост оказал финансовую поддержку фильму.

## Саундтрек
Виктория Джастис сама исполнила песню «Are You Gonna Be My Girl» австралийской группы Jet.

## Критика
На сайте-агрегаторе рецензий Rotten Tomatoes 50 % из 14 рецензий критиков положительные, со средней оценкой 5/10 Кинокритик Аврора Амидон написала, что в фильме присутствует идеальный романтический и комедийный дух. А так же, что «Идеальная пара» содержит все признаки успешного фильма. Screen Rant выделил, что «Идеальная пара» режиссёра Стюарта МакДональда, вопреки всему, — забавное и восхитительное отклонение от привычной картины, Так же и то, что фильм, возможно, «не выделяется для большинства, но его ауры достаточно, чтобы заслужить просмотр». Наташа Альвар выделила в рецензии для Cultured Vultures, что разговоры в фильме не очень запоминающиеся, а также отметила, что во второстепенных персонажах она совсем не была заинтересована.